# Renovatio Imperii
La Renovatio Imperii (in italiano «Rinnovamento dell'impero») è stata un ideale utopistico medievale, vagheggiato fino al XIV-XV secolo, ma vivo, in particolar modo, durante l'Alto Medioevo, che aveva come intento quello di rinnovare l'autorità imperiale plasmandola nel nuovo spirito cristiano.

## Storia
L'idea di rifondare l'antica autorità dell'impero romano caratterizzandola nel segno del nuovo credo religioso nacque già all'epoca di Giustiniano per poi crescere al tempo di Carlo Magno e, viva per tutto il medioevo, prese particolare vigore nel X secolo, durante il regno di Ottone III (renovatio Imperii Romanorum).
Il potere imperiale, almeno in via di principio, ha un valore universale in tutto l'occidente cristiano, poiché si ritiene conferito direttamente da Dio, sia pure per tramite della Chiesa (l'incoronazione di Carlo Magno ad opera di Papa Leone III).
Il progetto di rifondare un'autorità imperiale intrisa di valori cristiani prese nuovo impulso con il regno di Ottone III, il quale collaborò strettamente con papa Silvestro II. Esso però ebbe vita breve a causa della prematura morte dell'imperatore (a 22 anni d'età), nonché per le numerose resistenze che incontrò sia all'interno della nobiltà germanica, sia per l'opposizione dell'Impero romano d'oriente che si riteneva unico erede dell'Impero romano.